# Armenija
Armenija (arm. Հայաստան, Hayastan), službeno Republika Armenija, država je na južnom Kavkazu. Na zapadu graniči s Turskom, na sjeveru s Gruzijom, na istoku s Azerbajdžanom, na jugu s Iranom i azerbajdžanskom eksklavom Nahičevan. Najveću dužinu kopnene granicu dijeli s Azerbajdžanom.
Pretežno je planinska država, s kontinentskom klimom u nižim i planinskom u višim dijelovima. Smještena je u sjevernome umjerenomu pojasu. prema procjenama, broji nešto manje od 3 milijuna stanovnika, većinski Armenaca. Službeni jezik je armenski. Glavni i najveći grad, u kojemu živi oko trećina stanovništva, jest Erevan. Armensko gospodarstvo najvećim se dijelom oslanja na poljoprivredu i uslužne djelatnosti. Službena valuta je dram.
Armenska državnost potječe još iz staroga vijeka, isprva kao satrapija Ahemedinska Perzijska Carstva, a potom i kao samostalno kraljevstvo. Prva je država u svijetu koja je kršćanstvo prihvatila kao službenu državnu vjeroispovijest. U srednjemu i novome vijeku područjem je geopolitičkih interesa različitih država i naroda (Turaka, Rusa i Iranaca). Raspadom Sovjetskoga Saveza proglašena je neovisnost. Ustavom iz 1995. ustrojena je kao unitarna republika s polupredsjedničkim sustavom, što je promijenjeno ustavnim amandmanima usvojenima referendumom 2015., kojima je usvojen parlamentarni sustav vlasti. Upravno-teritorijalno, Armenija je podijeljena na deset pokrajina (arm. marz) s Erevanom kao zasebnom jedinicom. Dan neovisnosti obilježava se 21. rujna.
Armenija je zemlja u razvoju. Unatoč zemljopisnome smještaju u Zakavkazju, geopolitički je europski usmjerena. Tako je članica Vijeća Europe, Istočnoga partnerstva Europske unije, Europske organizacije za sigurnost zračne plovidbe, Europske banke za obnovu i razvoj i inih udruženja. Uz europske organizacije, članica je i Azijske razvojne banke, Organizacije Ugovora o zajedničkoj sigurnosti, Euroazijskoga gospodarskoga saveza i Euroazijske razvojne banke. Punopravna je članica Ujedinjenih naroda. Priznavala je neovisnost Gorskoga Karabaha.

## Legenda i podrijetlo imena
Armenija se na armenskome zove Hajastan, što znači Haikova zemlja. U Svetome pismu Haik je bio Noin prapraunuk. Haik je u 130. godini otišao u Šinar (Babilon) graditi Kulu babilonsku. Zbog njegove „božanske” vanjštine, asirski mu je vladar Bel (poznat i kao Nimrod) rekao neka ostane i da će biti slavljen kao bog, ali on je odbio i vratio se u svoju zemlju pod Araratom. Zato je Nimrod krenuo s vojskom za njim, pa je u bitci kod jezera Van (danas u Turskoj) Haik strijelom s tri pera probio Nimrodov oklop i ubio ga. Asirska se vojska povukla, a Haik je živio 400 godina. Od te bitke računa se tradicijski armenski kalendar.
Ime Armenija, koje se koristi za ovu zemlju u većini jezika, počeli su prije oko tri tisućljeća koristiti starogrčki povjesničari po armenskom vođi Aramu, koji je prema legendi bio šesti član Haikove loze (praunuk Haikova praunuka).

## Povijest
Armenija je jedna od rijetkih država svijeta čija državnost potječe još od staroga vijeka. U 6. stoljeću pr. Kr. javlja se kao ahemenidska satrapija, a uska politička vezanost s iranskim dinastijama nastavljena je kroz dvije tisuće godina i brojne su armenske vladarske kuće bile miješanoga podrijetla. Kao samostalno kraljevstvo, Armenija najveći uspon doživljava u 1. stoljeću pr. Kr. prilikom vladavine Tigrana Velikog koji je nakratko proširio granice od Kaspijskoga jezera i Crnoga mora do Sredozemlja. Godine 301. postala je prva država koja je preuzela kršćanstvo kao službenu državnu vjeru, 12 godina prije Rima. U starome vijeku bila je jednim od glavnih bojišta rimsko-perzijskih ratova, dok je u srednjem vijeku obilježava niz područnih dinastija koje su nerijetko pod stranim političkim nadzorom. Od 645. su dvjesta godina bili pod arapskom vlašću. Zbog strateški važnoga položaja između Europe i Azije, bila je i poprištem borbi Turaka, Rusa i Iranaca u novomu vijeku.
Turske su carske, vojne i republikanske vlade između 1895. i 1923. godine, zbog straha što kršćanski Armenci, pogotovo u I. svjetskom ratu, pomažu carskoj Rusiji, provele pokolje poznate kao Armenski genocid, u kojima je život izgubio više od milijun Armenaca. Iranski je dio Armenije 1828. pripojen Ruskomu Carstvu, a 1920. Armenija unutar Sovjetskoga Saveza dobiva status socijalističke republike. Spor sa susjednim Azerbajdžanom zbog armenske enklave Gorski Karabah potječe još od sovjetskoga doba (1988.), a pojačao se nakon što je Armenija postala neovisna država 1991. U svibnju 1994. potpisano je primirje, no status Gorskog Karabaha nije razriješen. Kako se nije moglo ostvariti mirno rješenje i zbog turske blokade Armenije, oslabilo je gospodarstvo obiju država. Armenija je i nakon raspada SSSR-a ostala članica Zajednice neovisnih država.

## Pokrajine
Država je upravno razdjeljena na 10 pokrajina (jed. marz, mn. marzer), s Erevanom kao zasebnom jedinicom.
1. Aragacotn
2. Ararat
3. Armavir
4. Gegharkunik
5. Kotajk
6. Lori
7. Širak
8. Sjunik
9. Tavuš
10. Vajots Dzor

## Zemljopis
Armenija je kontinentska država bez izlaza na more. Prosječna nadmorska visina iznosi 1370 m i samo 10% države niže je od 1000 m. Najviši vrh je 4090 m visok Aragac (oko 70 km sjeverno od Erevana), dok je najniža nadmorska visina (400 m) u klancu rijeke Debed na sjeveru države, kod granice s Gruzijom. Veći dio zemlje čini visoka ravnica s klancima rijeka kao što su Hrazdan, Arpa, Debed, Azat. Planine su na sjeveru i sjeveroistoku države, gdje je lanac Mali Kavkaz. Jezero Sevan na istoku države ubraja se u najveća planinska jezera i najveće je u Zakavkazju. Na zapadu države (kod granice s Turskom) smještena je plodna dolina rijeke Aras.

### Klima
Zbog planina nema većega utjecaja Crnoga mora ni Kaspijskoga jezera. Klima je kontinentska s vrućim ljetima i hladnim zimama, dok temperatura i količina padalina također ovise o zemljopisnoj širini i nadmorskoj visini. Najhladnije je i ima najviše padalina (do 800 mm) u planinskim područjima na sjeveru i sjeveroistoku države, a najtoplije je kod granice s Iranom. Na središnjoj visoravni padne do 250 mm padalina ljeti, a srednja zimska temperatura je oko 0 °C, srednja ljetna temperatura oko 25 °C. Ljeti dnevna temperatura u Erevanu može dosegnuti 44 °C, dok u zimskim noćima može pasti na -15 °C. Zima brzo prelazi u ljeto i obratno, pa su proljeće i jesen slabi i kratki.

## Politika
Politički sustav Armenije ustrojen je prema uzoru na parlamentarne višestranačke sustave u zapadnim zemljama. Izvršnu vlast ima vlada, dok zakonodavnu imaju parlament i vlada. Prema ustavu, na čelu vlade je predsjednik. Narodna skupština Armenije organizirana je kao jednodomni parlament sa 131 zastupnikom koji se izabiru na mandat od četiri godine. Pravo glasa na izborima imaju svi iznad 18 godina starosti.
Iako se smatra jednom od najdemokratskijih zemalja u Zajednici Neovisnih Država, međunarodni promatrači, kao Vijeće Europe i američki State Department imali su brojne prigovore na armenske parlamentarne i predsjedničke izbore. Iako je napredak zabilježen u posljednjih nekoliko godina, još uvijek situacija nije zadovoljavajuća prema međunarodnim standardima. Ustav iz 1995., daje velike ovlasti izvršnoj vlasti i snažan utjecaj na sudstvo i lokalne dužnosnike. Freedom House je 2008. stavio Armeniju u kategoriju zemalja s djelomičnim autoritarnim režimom (zajedno s Moldavijom, Kosovom, Kirgistanom i Rusijom), te joj dao ocjenu 5,21 od 7 (ocjena 7 je najlošija u pogledu demokratskog napretka). Predsjedničke izbore 2008., OSCE i zapadni promatrači ocijenili su demokratskima
Od 2013. Armenija je bila u procesu donošenja novog ustava, po kojem bi Armenija iz polupredsjedničkog modela ustrojstva vlasti prešla u parlamentarni model. Nacrt Ustava zaštitio je i brak muškarca i žene. Nakon prolaska procedure kroz armenski parlament, nacrt novog ustava Armencima je dan na usvajanje ili odbacivanje na referendumu 6. prosinca 2015. Izašlo je 50,51 posto registriranih birača, a provedbi ustavnih reformi potporu je dalo 63,35 posto birača i time je u Armeniji brak muškarca i žene zaštićen Ustavom.

### Međunarodni odnosi
Uz iznimku Turske i Azerbajdžana, Armenija održava dobre odnose s većinom zemalja u svijetu. Napetosti između Armenaca i Azera eskalirale su zadnjih godina postojanja SSSR-a. Rat u Gorskom Karabahu dominirao je regionalnom politikom u 1990-ima. Granica između Armenije i Azerbajdžana zatvorena je i danas, a rješenje ovog sukoba još uvijek nije pronađeno.
Tradicionalno loši odnosi s Turskom imaju svoje izvorište u armenskom genocidu iz 1915. i turskog nepriznavanja tog događaja. Zbog sukoba u Gorskom Karabahu 1993. Turska je zatvorila granicu s Armenijom. Ova blokada nije podignuta unatoč pritiscima turskih poslovnih krugova koji se žele proširiti na armensko tržište. Ipak, posljednjih godina zabilježeno je zatopljavanje odnosa. Od 2001., armenska zrakoplovna kompanija Armavia redovito leti za Istanbul. U listopadu 2009. konačno je postignut mirovni sporazum, te uspostava diplomatskih odnosa i otvaranje granica. Ovaj sporazum još nisu potvrdili parlamenti ovih država.
Zbog loših odnosa s dvije susjedne zemlje, Armenija ima dobre sigurnosne veze s Rusijom. Na zahtjev armenske vlade, Rusija održava vojnu bazu u gradu Gjumriju. Zadnjih nekoliko godina Armenija je zainteresirana i za euroatlantske integracije. Dobri odnosi sa SAD-om održavaju se preko brojne dijaspore. Zbog ekonomskih blokada svojih susjeda, Armenija ima jake ekonomske veze s Iranom.
Armenija ima prijateljske odnose s Europskom unijom, pogotovo s Francuskom i Grčkom. Prema istraživanju iz 2005. oko 64% stanovništva Armenije podržava članstvo njihove zemlje u Europskoj uniji. Mnogi armenski dužnosnici također su izrazili želju da njihova zemlja jednog dana postane članica EU, te mnogi predviđaju molbu za članstvo za nekoliko godina.

## Stanovništvo
Procjena ukupnoga broja stanovnika iz 2016. utvrdile kako je Armenija imala oko 3,05 milijuna stanovnika. Oko 98% stanovništva čine Armenci, 1,3% Jezidi, te 0,5% Rusi. Među značajnijim manjinama su i Asirci, Ukrajinci, Grci, Kurdi, Gruzijci i Bjelorusi. U državi žive još i Vlasi, Mordvini, Oseti, Udini, Tati, te poruseni Poljaci i kavkaski Nijemci.
Raspadom Sovjetskoga Saveza iz Armenije je pobjeglo oko 200 000 Azera, dok se u Armeniju doselio veći dio od 260 000 Armenaca koji su pobjegli iz Azerbajdžana. Popis je pokazao i da se između 1991. i 2001. gotovo četvrtina stanovništva (oko 800 000) iselila, uglavnom u Rusiju.

### Dijaspora
Armenija ima izrazito veliku dijasporu koja se procjenjuje na oko 8 milijuna Armenaca izvan domovine, što je broj koji skoro tri puta premašuje broj stanovnika u državi. Najveće armenske zajednice imaju Rusija, Francuska, Iran, SAD, Gruzija, Sirija, Libanon, Argentina, Australija, Kanada, Grčka, Cipar, Izrael, Poljska i Ukrajina. Danas još uvijek između 40 000 i 70 000 Armenaca živi u Turskoj, većinom u području Istanbula.
Oko tisuću Armenaca danas živi u Armenskoj četvrti u Starome gradu u Jeruzalemu, što je ostatak nekad velike i značajne zajednice. U Venecijanskoj laguni u Italiji postoji otočić San Lazzaro degli Armeni koji u potpunosti nastanjuju mehitaristički redovnici (armenski katolici). Armenci su činili značajnu zajednicu i u Indiji, makar se danas njihov broj uvelike smanjio. Važno je napomenuti i kako oko 139 000 Armenaca živi danas u Gorskom Karabahu, gdje čine većinu stanovništva.

### Jezik
Službeni jezik u Armeniji je armenski, tj. standardizirana inačica istočnoarmenskoga jezika. U širokoj upotrebi je i ruski jezik, pogotovo u naobrazbi, te se često koristi kao neslužbeni drugi jezik zemlje. 94% odraslih građana Armenije smatra vrlo važnim što njihova djeca uče ruski jezik.

### Vjeroispovijest
Velika većina Armenaca, oko 93% kršćanskoga stanovništva, pripada Armenskoj apostolskoj crkvi, koja je neovisna crkva unutar kršćanstva. Armenija je prva zemlja na svijetu koja je prihvatila kršćanstvo kao državnu religiju, što se smatra da se dogodilo 301. godine. Prema vjerovanju, Armensku apostolsku crkvu osnovali su Isusovi apostoli Sveti Juda Tadej i Sveti Bartolomej koji su propovijedali kršćanstvo u Armeniji između 40. i 60. godine. Zbog svojih osnivača ova Crkva se naziva apostolskom, a pripada Istočnim pravoslavnim Crkvama.
Dio stanovništva na sjeverozapadu, uglavnom u pokrajini Širak, čine katolici (rimokatolici i mehitaristi). Mehitaristi su kongregacija benediktinskih redovnika Armenske Katoličke Crkve poznati po izdavanju starih armenskih inačica grčkih tekstova. Sjedište ove crkve je u Bzoummaru u Libanonu.
Dio Rusa u Armeniji pripada Ruskoj pravoslavnoj crkvi, Jezidi pripadaju zoroastrizmu, a Kurdi islamu. Židovska zajednica u Armeniji danas je svedena na broj od ispod tisuću pripadnika. Velikim dijelom razlog tome je iseljavanje u Izrael. Sinagoge postoje u Erevanu, te u Sevanu.

## Gospodarstvo
Armensko gospodarstvo uvelike ovisi o stranim ulaganjima, te o financijskoj potpori iz dijaspore. Prije neovisnosti gospodarstvo zemlje umnogome se temeljilo na industriji tj. proizvodnji strojeva, elektronike, kemikalija, hrane, gume i tekstila. Sirovine za proizvodnju u ovim industrijama dolazile su iz drugih sovjetskih republika, dok je njih Armenija opskrbljivala svojim industrijskim proizvodima.
Prije raspada SSSR-a, poljoprivreda je činila oko 20% neto materijalnoga proizvoda, te otprilike isti postotak u strukturi zaposlenosti. Nakon nezavisnosti, znatno je porasla važnost poljoprivrede u gospodarstvu, te je pred kraj devedesetih ovaj postotak narastao na preko 30% BDP-a i preko 40% u strukturi zaposlenosti stanovništva. Ovo povećanje važnosti poljoprivrede pripisuje se potrebi osiguranja prehrane stanovništva, jer je prvo razdoblje tranzicije obilježila neizvjesnost u ovom pitanju i propast nepoljoprivrednih gospodarskih grana. Sa stabilizacijom i rastom gospodarstva, udio poljoprivrede u gospodarstvu opao je na oko 20%, iako ova grana gospodarstva još uvijek zapošljava preko 40% stanovništva.
Rudna bogatstva Armenije su bakar, cink, zlato i olovo. Električna energija najvećim se dijelom proizvodi gorivom uvezenim iz Rusije, uključujući i nuklearno gorivo. Važan izvor energije je i hidroenergija.

## Kultura
Na području današnje Armenije i Gruzije nastalo je mnogo izvornih umjetničkih djela koja imaju odlike naroda koji su dugo vremena vladali ovim područjem – Perzijancima i Rimljanima, te popraćena bizantskom umjentnošću ikona (koiné) iz 5. stoljeća. Armenci su bili prvi narod koji je kršćanstvo proglasio državnom vjeroispoviješću (koncem 3. st.), čak prije Rimskog Carstva, nakon čega je uslijedilo dugo bogato i mirnodopsko razdoblje do mongolske provale u 13. stoljeću. U to vrijeme nastalo je mnogo originalnih građevina jedne arhitekture koja se neovisno razvija, posebice oko 10. st.
Širom Armenije, ali i sjevernoga Irana, zapadne Turske, Gruzije i istočnoga Azerbajdžana, nalaze se crkve s pravokutnim i mnogokutnim tlocrtom, kao i crkve s kupolom, a ima i utvrđenih samostanskih zdanja (kao što su ruševine Anija, stare armenske prijestolnice). Armenska je arhitektura ostavila trajan utjecaj na kasnije stilove u kavkaskome području.
Poseban oblik staroarmenske skulpture predstavljaju velike nadgrobne kamene stele s uklesanim križem u plitkom reljefu, ali s bogatom ornamentistikom – tzv. kečkari. Oni su se očuvali i tijekom mongolske i turske okupacije, duboko u 19. stoljeće.

## Državni praznici
- Nova godina: 1. siječnja
- Božić: 6. siječnja
- Dan oružanih snaga: 28. siječnja
- Međunarodni dan žena: 8. ožujka
- Veliki petak: prema julijanskom kalendaru
- Dan majčinstva i ljepote: 7. travnja
- Dan pobjede u miru: 9. svibnja
- Dan prve republike: 28. svibnja
- Dan ustava: 5. srpnja
- Dan neovisnosti: 21. rujna
- Dan sjećanja na potres u Leninakanu (današnjem Gjumriju): 7. prosinca
- Stara godina: 31. prosinca

Poznati praznik, koji službeno nije državni, jest vardavar, koji se slavi na srpanjsku subotu (određuje se na temelju Mjesečeva kalendara).

## Sport
Prije nezavisnosti, Armenci su na Olimpijskim igrama sudjelovali pod zastavom SSSR-a. U Sovjetskom Savezu Armenija je dala mnoge poznate športaše i osvojila za zajdničku državi brojne nagrade i odličja. Prvi Armenac koji je osvojio olimpijsko odličje je Hrant Šahinian, koji je na LOI 1952. u Helsinkiju osvojio dva zlatna i dva srebrna odličja u gimnastici. Kao nezavisna država Armenija je prvi put nastupila na LOI 1992. u Barceloni, u sklopu ZND-a, osvojivši tri zlatne i jednu srebrnu medalju. Tek od 1994. Armenija samostalno nastupa na Olimpijskim igrama.

## Poznati Armenci
- Andre Agassi, tenisač (SAD)
- Charles Aznavour, šansonijer (Francuska)
- Aram Hačaturijan, skladatelj (Armenija)
- Cher, glumica i pjevačica (SAD)
- Gari Kasparov, šahovski velemajstor (Rusija)
- Tigran Petrosjan, šahovski velemajstor
- System of a Down, Crossover sastav (SAD)
- Kim Kardashian, starleta i poduzetnica (SAD)
- William Saroyan, književnik (SAD)

## Vanjske poveznice
- Armenica.org

Sestrinski projekti
|  | Zajednički poslužitelj ima stranicu o temi Armenija    |
|  | Zajednički poslužitelj ima još gradiva o temi Armenija |
|  | Wječnik ima rječničku natuknicu Armenija               |